# The Dead Next Door
The Dead Next Door è un film statunitense del 1989 scritto, diretto e prodotto da J. R. Bookwalter.